# Friedrich Sieburg
Friedrich Carl Maria Sieburg (* 18. Mai 1893 in Altena; † 19. Juli 1964 in Gärtringen) war ein deutscher Journalist, Schriftsteller und Literaturkritiker.

## Leben

### Herkunft
Friedrich Sieburg stammte aus einer Kaufmannsfamilie. Er besuchte zunächst das Realgymnasium in Altena, danach ein humanistisches Gymnasium in Düsseldorf. Als 16-Jähriger veröffentlichte er erste Gedichte in den Düsseldorfer Nachrichten.

### Studium
1912 begann Sieburg das Studium der Philosophie, Geschichte, Literatur und Nationalökonomie in Heidelberg. 1919 wurde er in Münster in Literaturwissenschaft mit einer Dissertation über Die Grade der lyrischen Formung. Beiträge zu einer Ästhetik des lyrischen Stils promoviert. Zu seinen Universitätslehrern zählten Max Weber und Friedrich Gundolf. Er hatte Verbindung zum George-Kreis. Im Ersten Weltkrieg war er zunächst als Infanterist, ab 1916 als Fliegeroffizier im Einsatz.

### Weimarer Republik
1919 bis 1923 lebte Sieburg als freier Schriftsteller in Berlin, war Anhänger der Revolution und schrieb in dieser Zeit vor allem Filmkritiken. Von 1923 an war er, anfangs in loser Form, für die Frankfurter Zeitung in Kopenhagen tätig. Im Mai 1926 wurde er ihr Auslandskorrespondent in Paris. Dort entstand auch sein bekanntestes Buch Gott in Frankreich? (1929). 1930 bis 1932 war er Auslandskorrespondent in London, danach wieder in Paris.
1929 veröffentlichte Sieburg einen Artikel in der jungkonservativen Monatszeitschrift Die Tat, was man als Abkehr von der bürgerlich-liberalen Generallinie bewerten darf, die die Frankfurter Zeitung auszeichnete. 1932 veröffentlichte er auch einige Beiträge in der Täglichen Rundschau, die wie Die Tat von Hans Zehrer geleitet wurde, dessen Hinwirken auf ein Querfrontbündnis zwischen „linken“ Nationalsozialisten um Gregor Strasser, Gewerkschaftern und Sozialdemokraten zur Verhinderung eines Reichskanzlers Adolf Hitler von Sieburg unterstützt wurde. In seinem Buch Es werde Deutschland, das er im November 1932 abschloss, das aber erst nach Hitlers Machtübernahme erscheinen konnte, bewegte er sich, wie sein Freund Carl Zuckmayer 1944 in seinem Geheimreport urteilte, auf einer „sehr gefährlichen und ganz verschwommenen Grenze – zwischen Nationalismus, Kritik des ‚liberalen Denkens‘ und politischer Progressivität“. Dazu gehörte allerdings auch die entschiedene Ablehnung des Antisemitismus, weshalb das Buch 1936 verboten wurde.

### Zeit des Nationalsozialismus
Zwar hatte sich Sieburg in der Kampfschrift Es werde Deutschland parteipolitisch noch nicht festgelegt, bekannte sich aber in der englischen Übersetzung, die nach der Machtübergabe an die Nationalsozialisten erschien, zum Nationalsozialismus und warb tagespublizistisch im Ausland für das „neue Deutschland“, wodurch er beim ehemaligen Weggefährten Kurt Tucholsky oder dem Emigranten Lion Feuchtwanger als Herold des NS-Regimes erschien und sich die Verachtung der deutschen Emigranten zuzog. Auf der anderen Seite missbilligte er die Machtergreifung in Briefen an den Verleger Heinrich Simon, für dessen Frankfurter Zeitung er von 1932 bis 1939 als Auslandskorrespondent in Paris tätig war. Für autoritäre Regime wie in Portugal und Japan fand er in den Büchern Neues Portugal (1937) und Die stählerne Blume (1939) anerkennende Worte. Die 1935 von ihm verfasste Biografie Robespierre kann nur mit Einschränkungen der Inneren Emigration zugerechnet werden. Als Mitglied der Reichskulturkammer trat er in diesem Buch zur Französischen Revolution auch keinesfalls als Gegner des Nationalsozialismus auf.
1939 wurde Sieburg in den deutschen Auswärtigen Dienst berufen. Nach Longerich, der sich auf Max W. Clauss beruft, wurden etwa zwei Dutzend NS-nahe Journalisten im Sommer zu Ribbentrop nach Fuschl am See geholt und dort von Friedrich Berber, der hier als Chef auftrat, ultimativ zum Auslandseinsatz als NS-Propagandisten aufgefordert. Clauss gibt an, sich verweigert zu haben, während Sieburg, Hans Georg von Studnitz und Karl Megerle sofort zusagten. Sieburg war ab Februar 1940 an der Deutschen Botschaft in Brüssel als „Sonderbeauftragter“ des Auswärtigen Amtes tätig. Er erhielt den Rang eines Botschaftsrats. Von 1940 bis 1942 hielt er sich im besetzten Frankreich auf. In einer später auch gedruckten Rede vom März 1941 mit dem Titel France d’hier et de demain vor der „Groupe Collaboration“, deren Ziel ebendiese Kollaboration mit den Nazis war, erklärte Sieburg, er sei durch das Leben in Frankreich „zum Kämpfer und zum Nationalsozialisten erzogen“ worden. In der Mitgliederkartei der NSDAP liegt sein Aufnahmeantrag vom 9. April 1941 vor, den er in Paris bei der NSDAP-Auslandsorganisation stellte und der am 1. September 1941 bewilligt wurde. Im Fragebogen der französischen Militärregierung gab er nach dem Zweiten Weltkrieg an, nicht Mitglied der NSDAP gewesen zu sein.
1942 kehrte Sieburg nach Deutschland zurück und arbeitete wieder für die Frankfurter Zeitung bis zu ihrem Verbot 1943. Danach wechselte er zur Börsenzeitung und war für das Auswärtige Amt „Ehrenbegleiter“ von Marschall Henri Philippe Pétain.

### Nachkriegszeit
Sieburg erlebte das Kriegsende in Bebenhausen, das dann zur Französischen Besatzungszone gehörte, und wurde von der französischen Besatzungsmacht mit einem Publikationsverbot (1945–1948) belegt.
Sieburgs Schriften Neues Portugal (1937) und Die rote Arktis (1932) wurden in der Sowjetischen Besatzungszone bzw. in der Deutschen Demokratischen Republik auf die Liste der auszusondernden Literatur gesetzt.
1948 wurde er Mitarbeiter, 1949 auch Mitherausgeber der Wochenzeitschrift Die Gegenwart. In seinen Büchern über Frankreich distanzierte er sich jetzt stark vom Nationalsozialismus, nahm Abstand von einem deutschen Sonderbewusstsein und pries die moderne französische Literatur. Seit 1956 für die Frankfurter Allgemeine Zeitung tätig, war er bis zu seinem Tode einer der bedeutendsten Zeit- und Literaturkritiker Deutschlands.
1953 ernannte ihn das Land Baden-Württemberg zum Professor. Seit 1956 war er ordentliches Mitglied der Akademie der Künste Berlin.
Friedrich Sieburg unterstützte die Regierung Adenauer, war ein Gegner der Nachkriegsliteratur und kritisierte die Gruppe 47 mehrfach in scharfer bis polemischer Form. Die Kunst wie das Leben beurteilte er als Konservativer anhand des subjektivistischen Maßstabs, der nur das Außergewöhnliche gelten lässt.

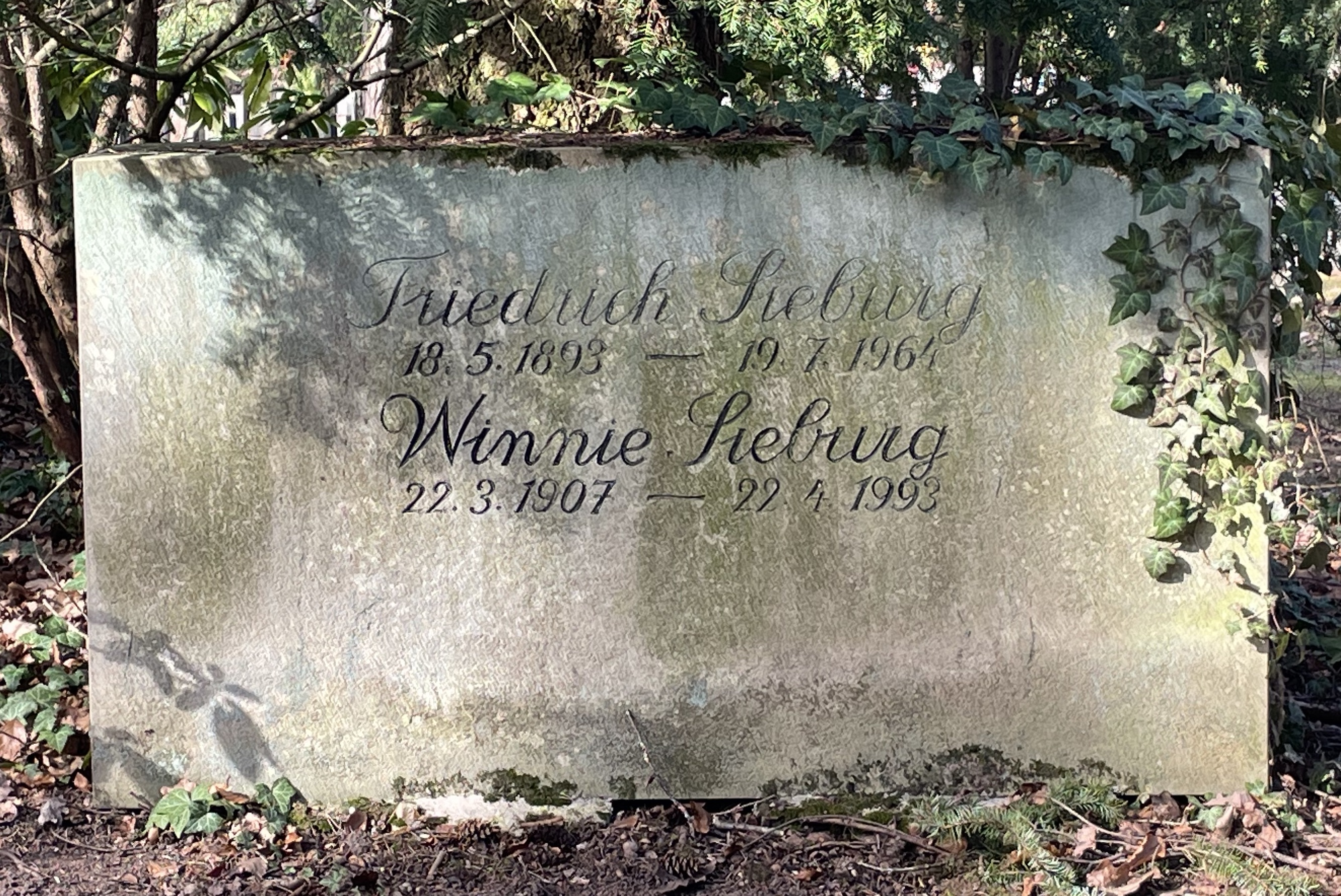
Grabstein von Friedrich und Winnie Sieburg

Von 1963 bis zu seinem Tod 1964 wohnte Sieburg in der Villa Schwalbenhof in Gärtringen. Sein Neffe Heinz-Otto Sieburg hat als Universitätsprofessor für neuere Geschichte in Saarbrücken gleichfalls mehrere Werke zum deutsch-französischen Verhältnis verfasst.
Friedrich Sieburg und seine Ehefrau liegen auf dem Waldfriedhof Stuttgart begraben. 

## Werk
Den Hintergrund von Sieburgs literaturkritischer Publizistik bildete die Grunddiagnose der mangelnden deutschen Nationalidentität. Sein Schaffen verstand sich vorrangig als Beitrag zur nationalen Identitätsstiftung. Es stellt den Versuch dar, mit literarischen Essays und kritischen Rezensionen eine geistige Nationalgeschichte zu entwerfen, Befindlichkeiten auszuloten und auf diese Weise Zeitkritik zu betreiben.
Literatur sollte den Deutschen ermöglichen, sich ihrer selbst zu vergewissern; mit ihr als „nationaler Sache“ wollte Sieburg die Umrisse des vielschichtigen, schwer zu fassenden Wesens der deutschen Kultur herausarbeiten.
Da Deutschland durch den Nationalsozialismus politisch disqualifiziert schien, sollte die Aufbauarbeit, als die man Sieburgs Literaturkritik bis in die 1950er Jahre betrachten muss, nur noch vom „Geistigen“ ausgehen.
Als geistiges Koordinatensystem für Sieburgs Zeit- und Literaturkritik kann Thomas Manns Deutung des deutschen Nationalcharakters angesehen werden.
Das deutsche Verhältnis zur Welt war für Mann „abstrakt und mystisch“, gewissermaßen „musikalisch“ und gleichzeitig von dem hochmütigen Bewusstsein bestimmt, „der Welt an Tiefe überlegen zu sein.“ Diese Erklärungsmuster, die im Doktor Faustus und der Deutschlandrede zum Ausdruck kamen und den Nationalsozialismus in einen Zusammenhang mit der deutschen Innerlichkeit brachten, bereicherte Sieburg mit spezifisch französischen Elementen. So bezeichnete er die Deutschen im Gegensatz zu den Franzosen nun als ein Volk, das dem Leben gegenüber versage.

## Rezeption
Sieburgs Wirken als Literat und Literaturkritiker wurde kontrovers beurteilt.
Während Mitglieder der Gruppe 47 ihn ablehnten und Alfred Andersch ihn beschimpfte, gab es Urteile, die bei aller Kritik an seinem Verhalten während der Zeit des Nationalsozialismus auch Leistungen hervorhoben und bemüht waren, den ästhetischen Maßstab des Kritikers Sieburg zu verstehen und zu würdigen.
Thomas Mann etwa war tief beeindruckt von einer Rezension des Felix Krull, den Sieburg in dem Aufsatz Kultur ist Parodie 1954 überschwänglich gelobt und dabei von dem unsäglichen geistigen Vergnügen gesprochen hatte, das dieses Werk, die große parodierte Nachfolge des Wilhelm Meister, bereite. Es sei undenkbar, „daß ein schreibender Sterblicher die Sprache vollendeter, raffinierter und bedeutungsvoller handhabe als Thomas Mann in diesem Schelmenroman.“
Gegenüber Erika Mann bezeichnete Thomas Mann Sieburg, der sich „erstaunlich begeistert“ gezeigt habe, als „sonderbaren Kopf“. In Sieburgs Buch Die Lust am Untergang ließen sich gescheite und stilistisch hochstehende Dinge finden, wenn auch unter der „undeutschen Perspektive Literatur ist Kritik“. Seinem Tagebuch vertraute Thomas Mann an, dass er Ähnlichkeiten mit den Betrachtungen eines Unpolitischen sehe, was aber kein Lob sein muss, da Mann sich von seiner frühen, antidemokratischen Schrift später deutlich distanzierte. Einige Jahre zuvor hatte Sieburg in dem Artikel Frieden mit Thomas Mann, der in der Zeitschrift Die Gegenwart veröffentlicht wurde, Thomas Manns Werk als die „größte kulturkritische Leistung“ bezeichnet, „die der deutsche Geist hervorgebracht hat“. Ausgangspunkt dieses Aufsatzes war das politische Problem der doppelten Ehrung Thomas Manns diesseits und jenseits des Eisernen Vorhangs mit dem Goethepreis in Frankfurt und der Ehrenbürgerwürde in Weimar. So gehe der Eiserne Vorhang „mitten durch die gebrechliche Welt unserer geistigen Werte“.
Gottfried Benn lobte Sieburgs Nur für Leser – Jahre und Bücher und nannte es einen „Brockhaus der literarischen Ereignisse.“ Sieburg beweise Konzilianz auch gegenüber Autoren, die ihm nicht am Herzen lägen. Der Autor habe mit großem Stilgefühl und Sensibilität ein populäres Buch von „belehrender Weitsicht und erlesener literarischer Struktur“ geschrieben.
Nach Klaus Harpprecht hat sich Sieburg in einem „beschämenden Ausfall“ demonstrativ und trotzig von Heinrich Heine wie von einem geheimen Mentor losgesagt. Sein demonstrativer Patriotismus während der Zeit des Nationalsozialismus sei von Selbstmitleid gezeichnet und Ausdruck des „leidenden Opportunismus einer deutschen Bürgerseele“. Man könne von einem „Pathos der Anpassung“ sprechen. Für Sieburg habe sich im Nachkriegsdeutschland die heraufziehende Barbarei im Verfall der Sprache angekündigt. Das deutsche Bürgertum könne in seinen geistreichen Schriften viele Wahrheiten entdecken und sich in ihnen wiederfinden.
Der Publizist Wolf Jobst Siedler bezeichnete Sieburg als einen „linksschreibenden Rechten“ und lobte ihn als großen Stilisten. Er habe dem Klischee nicht entsprochen, nach dem der Konservatismus stumpf oder von rechtschaffener Biederkeit zu sein habe, während Witz und geistvolle Ironie Sache der Linken sei. Friedrich Sieburg habe den Schriftstellern, die ihn verabscheuten, „den Witz entwendet“, was ihn zur Gegenfigur der deutschen Nachkriegsliteratur gemacht habe. Er sei ein linker Literat, der rechts schreibe, was bürgerliche Anhänger übersähen. Die dumpfe Polemik gegen ihn attackiere ihn auf „rechte, also auf gesinnungsstarke Weise“. Auf der Gegenseite gebe es keinen Kritiker von seinem Rang, was den Zorn der Gegner auf ihn nur erhöhe.
Auch Fritz J. Raddatz nennt Sieburg den einflussreichsten Kritiker der Nachkriegszeit. Sein rückwärtsgewandtes Urteil sei indes zufällig gewesen. Er habe zwar Alexander Kluge entdeckt, Paul Celan allerdings nicht gesehen. Sein Konservatismus habe ihn gezwungen, aus dem Gewesenen einen unerreichbaren Maßstab zu errichten, um das Gegenwärtige zu verdammen. Seine auffällige Unkenntnis der Literaturtheorie habe dazu geführt, die geistesgeschichtlichen Debatten der Gegenwart zu ignorieren und Theodor W. Adorno, Georg Lukács und Max Horkheimer nicht zu „kennen“. Der Geschmack sei das einzige Kriterium gewesen, sein Urteil somit zwar geschmackssicher, aber weltarm.
Marcel Reich-Ranicki lobt den Stilisten Sieburg, betont seine umfassende Bildung ebenso wie seinen Scharfsinn und literarischen Geschmack. Er habe melodisch und exakt geschrieben und eine ungewöhnliche Vorliebe für das Saloppe wie für die würdevolle, etwas antiquierte Ausdrucksweise gehabt, wodurch die Wirkung seiner Diktion noch gesteigert worden sei. Allerdings habe Sieburg ihn später eher geduldet als gefördert. Nachdem Reich-Ranicki in der Welt eine Artikelserie über DDR-Schriftsteller veröffentlicht hatte, veranlasste Sieburg 1960 die Kündigung der Zusammenarbeit mit ihm in der Frankfurter Allgemeinen Zeitung. Er habe befürchtet, die Konkurrenz wolle eine Gegenfigur aufbauen.
Es sei Sieburg, so Reich-Ranicki, indes gelungen, der „nationalsozialistischen Sklaverei für sich selber ungewöhnlich bequeme Seiten abzugewinnen, ohne dass er dem Regime sonderliche Zugeständnisse gemacht hätte“. Im Vergleich zu Publikationen anderer deutscher Journalisten sei der fatale Pariser Vortrag von 1941 zwar kein angenehmes, dafür aber ein eher milde anmutendes Dokument. Sieburgs Genie sei vor allem im gesellschaftskritischen Feuilleton zum Ausdruck gekommen, und viele Erscheinungen des bundesdeutschen Alltags habe er als Erster registriert. Trotz aller stilistischen und literarischen Vorzüge seien Sieburgs späte Kritiken von gereiztem Selbstgefühl gekennzeichnet, das seit 1945 immer wieder verletzt worden sei. Er habe sich vor allem mit eigenen Befindlichkeiten beschäftigt und seine Wunden auch gegenüber der Öffentlichkeit nicht ohne Selbstmitleid präsentiert. Die Beschreibung mancher Werke tendiere zur Selbstverteidigung; seine Klage über das ihm im Nachkriegsdeutschland widerfahrene Unrecht sei nicht frei von Larmoyanz. Dennoch sei er „wohl der geistreichste, ja der beste deutsche Feuilletonist der frühen Nachkriegszeit“ gewesen.

## Werke (Auswahl)
- Die Erlösung der Straße. Gedichte. Kiepenheuer, Potsdam 1920
- Gott in Frankreich? Societäts-Verlag, Frankfurt 1929 (französische Übersetzung Dieu est-il français? 1930)
- Frankreichs rote Kinder. Societäts-Verlag, 1931; 2. Aufl. Wunderlich, Tübingen 1949[23]
- Die rote Arktis, ‚Malygins‘ empfindsame Reise. Societäts-Verlag 1932
- Es werde Deutschland. Societäts-Verlag 1933
- Polen, Legende und Wirklichkeit. Societäts-Verlag 1934
- Robespierre. Societäts-Verlag 1935
- Neues Portugal. Bildnis eines alten Landes., Societäts-Verlag 1937
- Afrikanischer Frühling. Eine Reise. Societäts-Verlag 1938
- Blick durchs Fenster. Aus 10 Jahren Frankreich und England. Societäts-Verlag 1939
- Die stählerne Blume. Eine Reise nach Japan. Societäts-Verlag 1939
- La fleur d'acier (Voyage au Japon). Grasset, Paris 1942
- Schwarzweiße Magie. Über die Freiheit der Presse, Wunderlich, Tübingen 1949
- Unsere schönsten Jahre. Ein Leben mit Paris. Wunderlich 1950
- Was nie verstummt. Begegnungen. Wunderlich 1951
- Geliebte Ferne. Der schönsten Jahre anderer Teil. Wunderlich 1952
- Die Lust am Untergang. Selbstgespräche auf Bundesebene. Rowohlt 1954; wieder: Eichborn 2010 ISBN 3-8218-6229-7
- Napoleon. Die hundert Tage. Deutsche Verlagsanstalt DVA, Stuttgart 1956
- Chateaubriand. Romantik und Politik. DVA 1959
- Das Geld des Königs. Eine Studie über Colbert. Deutsche Verlagsanstalt, Stuttgart 1960
- Helden und Opfer. Fünf historische Miniaturen. Insel-Verlag, Wiesbaden 1960
- Lauter letzte Tage. Prosa aus zehn Jahren. Deutsche Verlagsanstalt, Stuttgart 1961
- Abmarsch in die Barbarei. Gedanken über Deutschland. Hg. Klaus Harpprecht, DVA 1983
- Zur Literatur: 1924–1956. Hrsg. Fritz Raddatz, Ullstein 1987 ISBN 3-548-37061-6
- Zur Literatur: 1957–1963. Hrsg. Fritz Raddatz, Ullstein 1987 ISBN 3-548-37062-4
- Die Fliege im Bernstein: Tagebuch vom November 1944 bis zum Mai 1945, herausgegeben unter Mitarbeit von Klaus Deinet und mit einem Nachwort von Joachim Kersten. Göttingen: Wallstein Verlag, 2022